# Toyota SW4
O Toyota SW4 ou Toyota Fortuner é um utilitário esportivo 4x4 de porte médio da Toyota.
Importado desde 1992 para o Brasil, e produzido na Argentina desde 2003, é líder do segmento de SUVs grandes no país, onde já vendeu cerca de 200 mil unidades. O modelo é amplamente utilizado pela Rondas Ostensivas Tobias de Aguiar (ROTA) da PMESP e pela Rondas Especiais e Controle de Multidões (RECOM) da PMERJ.